# اسکار الوارز (بازیکن فوتبال)
اسکار الوارز (انگلیسی: Óscar Álvarez؛ زادهٔ ۹ ژوئن ۱۹۷۷) بازیکن فوتبال اهل اسپانیا است.
از باشگاه‌هایی که در آن بازی کرده‌است می‌توان به باشگاه فوتبال بارسلونا سی، باشگاه فوتبال رئال بتیس، باشگاه فوتبال ژیرونا، باشگاه فوتبال رئال اویدو، باشگاه خیمناستیک تاراگونا، باشگاه فوتبال بارسلونا بی، باشگاه فوتبال دپورتیوو لاکرونیا، باشگاه ورزشی تنریف، باشگاه فوتبال نووارا، و باشگاه فوتبال بارسلونا اشاره کرد.